# Apistoloricaria ommation
Apistoloricaria ommation är en fiskart som beskrevs av Han Nijssen och Isbrücker, 1988. Apistoloricaria ommation ingår i släktet Apistoloricaria och familjen Loricariidae. Inga underarter finns listade i Catalogue of Life.